# Steven Soderbergh
Steven Andrew Soderbergh (Atlanta, 14 de enero de 1963) es un productor cinematográfico, guionista, director de fotografía, editor y director de cine estadounidense. Ganó el Premio Óscar al mejor director en 2000 por la película Traffic.

## Biografía

### Primeros años e inicios
Soderbergh es hijo de padres de ascendencia sueca (el apellido original, Söderberg, fue cambiado a Soderbergh cuando la familia emigró a los Estados Unidos). De niño, su familia se mudó de Atlanta a Baton Rouge (Luisiana), donde su padre se convirtió en Decano de Educación en la Universidad Estatal de Luisiana (LSU). Allí descubrió la filmación siendo adolescente, dirigiendo cortometrajes con película de Super 8 mm y equipo prestado por estudiantes de la Universidad. Soderbergh asistió a la escuela secundaria en Louisiana State University Laboratory School, una institución dirigida por la Universidad. Mientras todavía estaba en la secundaria, Soderbergh asistió a una clase de animación de cine en la universidad y empezó a realizar cortometrajes de 16 mm con equipo de segunda mano.   En lugar de atender a LSU, Soderbergh probó suerte en Hollywood después de graduarse de secundaria. Comenzó trabajando como un anotador en un programa de juegos y finalmente encontró un trabajo como editor de cine freelance. Su gran oportunidad llegó cuando dirigió el video del concierto 9012 Live de la banda Yes en 1985, por el cual fue nominado a los Premios Grammy.

### Sex, Lies, and Videotape
No fue sino hasta que Soderbergh volvió a Baton Rouge cuando concibió la idea de Sex, Lies, and Videotape (en español Sexo, mentiras y video o Sexo, mentiras y cintas de video), que escribió en ocho días. La película ganó la Palma de Oro en el Festival Internacional de Cine de Cannes, y se convirtió en un éxito comercial a nivel mundial y contribuyó enormemente a la revolución de cine independiente de los años 1990. El crítico de cine Roger Ebert consideró a Soderbergh "el chico póster de la generación Sundance."

### Trabajo de 1993 a 1998
Sex, Lies, and Videotape fue seguida por una serie de películas de bajo perfil que tuvieron poco éxito en la taquilla: Kafka, una película biográfica que mezcla hechos reales y la ficción de Kafka (principalmente El castillo y El proceso), escrita por Lem Dobbs y protagonizada por Jeremy Irons como Franz Kafka; King of the Hill, un drama de la era de la Gran Depresión aclamado críticamente; Underneath, un remake de la película de 1949 de Robert Siodmak, Criss Cross; y Schizopolis, una comedia que él protagonizó, escribió, compuso, rodó y dirigió.
Su fracaso comercial terminó en 1998 con Out of Sight, una adaptación de una novela de Elmore Leonard, guionizada por Scott Frank y protagonizada por George Clooney y Jennifer López. El filme fue elogiado por la crítica, aunque solo tuvo un éxito moderado en la taquilla. Sirvió para reafirmar el potencial de Soderbergh, además de iniciar una asociación lucrativa artística entre Clooney y Soderbergh.

### Más éxito: 1999 y 2000
Soderbergh continuó el éxito de Out of Sight haciendo otra comedia de crimen, The Limey, de un guion original de Lem Dobbs y protagonizada por actores veteranos como Terence Stamp y Peter Fonda. El filme fue bien recibido, pero no tanto como Erin Brockovich (2000), escrita por Susannah Grant y protagonizada por Julia Roberts en el papel de una madre soltera enfrentándose a la industria en un litigio. Por este papel Julia Roberts ganó el Óscar a la mejor actriz en 2000.
Más tarde, ese mismo año, Soderbergh lanzó su proyecto más ambicioso hasta la fecha, Traffic (con un metraje de 147 minutos, el filme tenía 135 diálogos hechos en 8 ciudades diferentes), un drama social escrito por Stephen Gaghan.
Traffic se convirtió en su más aclamada película desde Sex, Lies, and Videotape y le valió el Óscar al mejor director en 2000. También estuvo nominado ese mismo año por Erin Brockovich. Es el único director que ha sido nominado en el mismo año por Mejor Director por dos películas diferentes en los Premios Óscar, los Globos de Oro y los premios del Directors Guild of America. Fue la primera vez que esto ocurrió en los Óscar en 60 años.

### Trabajo de 2000 a 2007

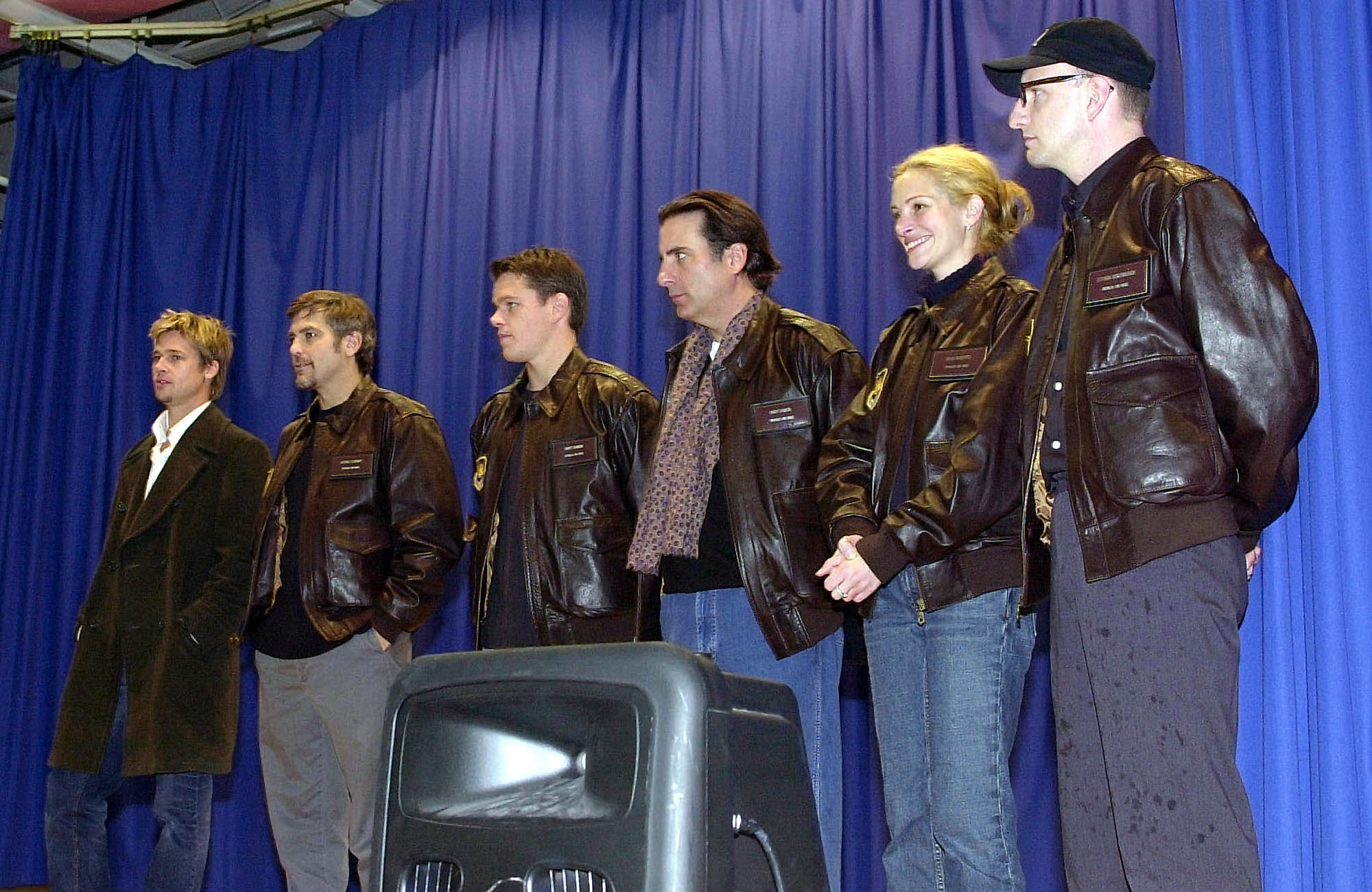
Brad Pitt, George Clooney, Matt Damon, Andy García, Julia Roberts y Soderbergh en diciembre de 2001.

Ocean’s Eleven, con un elenco de estrellas y una estética llamativa, es la película de mayor recaudación para Soderbergh hasta la fecha, habiendo ganado más de $183 millones. El protagonista de la película, George Clooney, también apareció en la película de 2002 Solaris, siendo ésta la tercera vez que Clooney y Soderbergh trabajaban juntos en una película. En el mismo año, Soderbergh hizo Full Frontal, que fue filmada en su mayoría en video digital en un estilo improvisado que eliminaba la barrera entre las actuaciones de los actores cuando están como personajes y cuando están interpretando a versiones ficticias de ellos mismos. El título es una referencia a cuando un actor o actriz aparece totalmente desnudo en la pantalla ("full frontal nudity")
Siguiendo el mismo estilo de Full Frontal, el siguiente proyecto de Soderbergh fue K Street (2003), una serie de televisión de 10 capítulos sobre políticos que coprodujo junto a Clooney. La serie fue notable por ser parcialmente improvisada, así como por ser producida en los cinco días antes de la transmisión de cada episodio para aprovechar los eventos recientes en la narrativa ficticia. Políticos verdaderos aparecieron tanto en cameos así como versiones ficticias de sí mismos, al igual que los protagonistas, James Carville y su esposa Mary Matalin. El programa causó controversia en las elecciones primarias demócratas de 2004 cuando Carville le dijo al candidato Howard Dean una frase durante una filmación que Dean luego usó en un debate.
Ocean's Twelve, la secuela de Ocean’s Eleven, fue su siguiente película, estrenada en 2004. The Good German, un drama romántico protagonizado por Cate Blanchett y George Clooney, fue lanzado a finales de 2006. Ocean's Thirteen, la sexta colaboración de Clooney y Soderbergh, fue lanzada en junio de 2007.

### Trabajos recientes
En 2006, Soderbergh sorprendió con Bubble, un filme con un presupuesto de $1,6 millones protagonizado por un reparto de actores no profesionales. Apareció en cines selectos y en HDNet al mismo tiempo y cuatro días después fue lanzado en DVD. Los jefes de la industria observaron con atención como esto sucedía, debido a las implicaciones que su inusual programa de estreno podría tener con películas futuras. Los propietarios de los cines, quienes recientemente han sufrido descensos en el número de espectadores, no reciben bien a las llamadas películas “day-and-date”. El presidente y gerente de la National Association of Theatre Owners, John Fithian, dijo indirectamente que el modelo de estreno de la cinta era “la mayor amenaza para la viabilidad de la industria del cine de hoy en día.” La respuesta de Soderbergh a esas críticas fue: “No creo que esto vaya a destruir la experiencia de ir al cine más que la opción de pedir la comida para llevar haya destruido el negocio de los restaurantes”. Sin embargo, la película tuvo poco éxito tanto en taquilla como en el mercado del video casero. A pesar de esto, Soderbergh tiene contrato para realizar cinco películas más con el mismo tipo de estreno (day-and-date).
En 2007, Soderbergh y Tony Gilroy contribuyeron en un comentario para el reestreno del DVD de El tercer hombre por Criterion Collection. En 2008 dirigió dos películas acerca de Ernesto "Che" Guevara: Che: El Argentino y Che: Guerrilla, ambas protagonizadas por Benicio del Toro.
En 2008, Soderbergh filmó The Girlfriend Experience en Nueva York. El filme fue protagonizado por la actriz pornográfica Sasha Grey. El 18 de septiembre de 2009, estrenó The Informant!, una película basada en la historia Mark Whitacre (interpretado por Matt Damon), un ejecutivo que trabajó con el FBI para revelar un caso de manipulación de precios.
En 2009, el cineasta dirigió una obra titulada Tot-Mom, basado en la historia real de Caylee Anthony para la Sydney Theatre Company (Compañía Teatral de Sídney). Los ensayos iniciaron en noviembre de ese año y la producción fue estrenada al mes siguiente.
En el otoño de 2010, filmó el thriller Contagio, escrito por Scott Z. Burns. Con un reparto que incluía a Matt Damon, Kate Winslet, Gwyneth Paltrow, Laurence Fishburne, Marion Cotillard y Jude Law, el filme narra una pandemia ficticia y los esfuerzos de un grupo de científicos para descubrir la causa y encontrar una cura. Fue lanzada el 9 de septiembre de 2011.
Entre septiembre y octubre de 2011, Soderbergh filmó Magic Mike, película protagonizada por Channing Tatum, la cual narra las experiencias del actor cuando trabajó en un club nudista masculino cuando era joven. Tatum interpretó a Magic Mike, un bailarín experimentado, quien sirve como mentor al personaje de Alex Pettyfer, el cual está basado en el propio Tatum. El filme fue lanzado en el verano de 2012.
Su próximo proyecto fue el thriller psicológico Side Effects protagonizado por Jude Law, Rooney Mara, Channing Tatum y Catherine Zeta-Jones. La película fue filmada en abril de 2012 y estrenada el 8 de febrero de 2013. También fue presentada en el Festival Internacional de Cine de Berlín de 2013.

## Estilo de dirección y colaboración con actores
“Siempre me he llevado bien con ellos”, dice Soderbergh sobre los actores, "Siempre intento estar seguro de que estén bien, y cuando están en el plató los dejó a solas. No me meto en su camino." Su estilo de dirigir no intrusivo ha hecho que grandes estrellas de cine hayan interpretado varias de sus películas. Julia Roberts tuvo papeles secundarios en Ocean’s Eleven, Ocean’s Twelve y Full Frontal y además ganó un Óscar a la mejor actriz por su papel protagonista en Erin Brokovich. Benicio del Toro, quién también ganó un Óscar al mejor actor de reparto por su trabajo en Traffic, protagonizó Guerrilla. Otros actores habituales en la filmografía de Soderbergh son Luis Guzmán (Out of Sight, The Limey y Traffic) y Don Cheadle (Out of Sight, Traffic, Ocean’s Eleven, Ocean’s Twelve y Ocean’s Thirteen). Sin embargo, el actor que ha protagonizado no menos de 6 de las películas de Soderbergh es George Clooney, con quién es copropietario de la compañía de producción Section Eight Productions. La compañía produjo los éxitos Far from Heaven, Insomnia y Syriana, así como las películas dirigidas por Clooney Confessions of a Dangerous Mind y Buenas noches, y buena suerte. Otros actores que estuvieron bajo su dirección fueron Brad Pitt, Matt Damon, Catherine Zeta-Jones, Andy García, Al Pacino y Blake Lively.
Soderbergh a menudo actúa como su propio director de fotografía bajo el pseudónimo de Peter Andrews y ocasionalmente como su propio editor bajo el alias de Mary Ann Bernard. Mientras rodaba Traffic, Soderbergh quería ser acreditado como "Editor de fotografía y Director". Sin embargo, el Gremio de Escritores de América no permitiría otro crédito adelante del de escritor. Como Soderbergh no quería que su nombre fuera usado más de una vez, adoptó el pseudónimo Peter Andrews, el primer y segundo nombre de su padre.

## Filmografía

### Director
Cine y televisión
- Black Bag (2025)
- Presence (2024)
- Magic Mike's Last Dance (2023)
- Kimi (2022)
- Sin movimientos bruscos (2021)
- Let Them All Talk (2020)
- The Laundromat (director) (2019)
- Unsane (2018)[15]
- Ocean's 8 (productor; spin-off) (2018)
- Logan Lucky (2017)
- The Knick (serie de televisión; 2014)
- Behind the Candelabra (2013)
- Side Effects (2013)
- Magic Mike (2012)
- Haywire (2012)
- Contagio (2011)
- And Everything is Going Fine (2010)
- The Informant! (2009)
- The Girlfriend Experience (2009)
- Che (2008)
- Gossip Girl (serie de televisión; 2007-2012)
- Life Interrupted (2007)
- Ocean's Thirteen (2007)
- The Good German (2006)
- Building No.7 (2006)
- Bubble (2005)
- Ocean's Twelve (2004)
- Eros (2004, segmento Equilibrium)
- Solaris (2002)
- Full Frontal (2002)
- Ocean's Eleven (2001)
- Traffic (2000)
- Erin Brockovich (2000)
- El halcón inglés (1999)
- Out of Sight (1998)
- Schizopolis (1996, también actor y compositor)
- Gray's Anatomy (1996)
- The Underneath (1995)
- King of the Hill (1993)
- Kafka (1991)
- Sex, Lies, and Videotape (1989, también editor de sonido)

### Guionista
- Eros (2004, segmento Equilibrium)
- Solaris (2002)
- Nightwatch (1997)
- Schizopolis (1996)
- Underneath (1995)
- King of the Hill (1993)
- Sex, Lies, and Videotape (1989)

### Director de fotografía
- Magic Mike XXL (2015)
- The Knick (2014)
- Behind the Candelabra (2013)
- Side effects (2013)
- Magic Mike (2012)
- Haywire (2012)
- Contagio (2011)
- The Informant! (2009)
- The Girlfriend Experience (2009)
- Che (2008)
- Ocean's Thirteen (2007)
- The Good German (2006)
- Bubble (2005)
- Eros (2004, segmento Equilibrium)
- Ocean's Twelve (2004)
- Solaris (2002)
- Full Frontal (2002)
- Ocean's Eleven (2001)
- Traffic (2000)
- Schizopolis (1996)

### Editor
- Magic Mike XXL (2015)
- The Knick (2014)
- Behind the Candelabra (2013)
- Side effects (2013)
- Magic Mike (2012)
- Haywire (2012)
- Contagio (2011)
- The Girlfriend Experience (2009)
- The Good German (2006)
- Bubble (2005)
- Eros (2004, segmento Equilibrium)
- Solaris (2002)
- King of the Hill (1993)
- Kafka (1991)
- Sex, Lies, and Videotape (1989)

### Productor
- The Report (2019)
- Ocean's 8 (2018)
- Solitary Man (2009)
- Wind Chill (2007)
- Michael Clayton (2007)
- Una mirada a la oscuridad (2006)
- The jacket (2005)
- Buenas noches, y buena suerte (2005)
- Syriana (2005)
- Criminal (2004)
- Keane (2004)
- Naqoyqatsi (2002)
- Welcome to Collinwood (2002)
- Confessions of a Dangerous Mind (2002)
- Far from Heaven (2002)
- Pleasantville (1998)
- The Daytrippers (1996)
- Suture (1994)

## Premios y nominaciones
Premios Óscar
| Año  | Categoría            | Película                         | Resultado |
| ---- | -------------------- | -------------------------------- | --------- |
| 1990 | Mejor guion original | Sexo, mentiras y cintas de video | Nominado  |
| 2001 | Mejor director       | Traffic                          | Ganador   |
| 2001 | Mejor director       | Erin Brockovich                  | Nominado  |

Premios Globo de Oro
| Año  | Categoría      | Película                         | Resultado |
| ---- | -------------- | -------------------------------- | --------- |
| 1989 | Mejor guion    | Sexo, mentiras y cintas de video | Candidato |
| 2001 | Mejor director | Erin Brockovich                  | Candidato |
| 2001 | Mejor director | Traffic                          | Candidato |

Premios BAFTA
| Año  | Categoría            | Película                         | Resultado |
| ---- | -------------------- | -------------------------------- | --------- |
| 1990 | Mejor guion original | Sexo, mentiras y cintas de video | Candidato |
| 2000 | Mejor director       | Erin Brockovich                  | Candidato |
| 2000 | Mejor director       | Traffic                          | Candidato |

Festival Internacional de Cine de Cannes
| Año  | Categoría            | Película                         | Resultado |
| ---- | -------------------- | -------------------------------- | --------- |
| 1989 | Palma de Oro         | Sexo, mentiras y cintas de video | Ganador   |
| 1989 | Premio de la crítica | Sexo, mentiras y cintas de video | Ganador   |